# أوزيبيو جينييز
أوزيبيو جينييز (16 ديسمبر 1906 - 1 أكتوبر 1987) هو عداء لمسافات طويلة أرجنتيني. ولد في ريفادافيا، ميندوزا، وتنافس في دورة الألعاب الأولمبية الصيفية عام 1948 في سباق 10000 متر، والذي فشل في إنهائه، وفي سباق الماراثون، حيث احتل المركز الخامس.
أعلى تصنيف دولي له كان المركز السادس عشر في سباق 10 آلاف متر في موسم 1946، بزمن قدره 31:09.8 دقيقة.
وعلى المستوى الإقليمي، فاز بالميداليات في خمس نسخ من بطولة أمريكا الجنوبية لألعاب القوى. في بطولة أمريكا الجنوبية لألعاب القوى عام 1933، كان في سباق 10000 متر. حصل على الميدالية الذهبية والميدالية البرونزية في سباق 3000 متر و5000 متر. كان حائزًا على الميدالية البرونزية في سباق الطريق في بطولة أمريكا الجنوبية لألعاب القوى عام 1941، وحاصلًا على الميدالية الفضية في سباق الطريق والجري عبر البلاد في بطولة أمريكا الجنوبية لألعاب القوى عام 1943، وحاصلًا على الميدالية الفضية في سباق الطريق و5000 متر. حصل على الميدالية الذهبية في بطولة أمريكا الجنوبية لألعاب القوى عام 1947، وأخيرًا حصل على الميدالية البرونزية في بطولة أمريكا الجنوبية لألعاب القوى عام 1949.